# آئودی وی۸
آئودی وی۸ (Audi V8) خودرویی است که در بین اکتبر ۱۹۸۸ تا نوامبر ۱۹۹۳در آلمان و اورنگ‌آباد و هند تولید شده‌است. طراحی آن موتور جلو و خودرو چهار چرخ محرک بوده طول آن در حالت طبیعی ۴٬۸۶۱ میلیمتر (۱۹۱٫۴ اینچ) است. سیستم جعبه‌دندهٔ آن ۶ دنده به دو صورت خودکار و دستی است.